# Star Wars Chess
Star Wars Chess (titre complet The Software Toolworks' Star Wars Chess) est un jeu vidéo d'échecs sorti en 1993 sur PC sous Windows 3.1  et DOS, puis sur Mega-CD. Le jeu est développé et édité par The Software Toolworks (en). La version européenne est éditée par Mindscape. Le jeu prend place dans l'univers de Star Wars.

## Système de jeu
Star Wars Chess reprend le principe du jeu d'échecs. Chaque pièce est représentée par un personnage de l'univers de Star Wars et le joueur peut jouer dans le camp de l'Alliance rebelle ou de l'Empire. Lorsqu'une pièce est capturée, une animation unique à chaque rencontre entre deux personnages est jouée.

## Accueil
PC
- Computer Gaming World[2]
- PC Player (22%)[3]
- PC Mania[4]

Mega-CD
- Mean Machines (66 %)[5]
- Sega Visions[6]
- GamePro (4,37/5)[7]
- Electronic Gaming Monthly[1]
- VideoGames: The Ultimate Gaming Magazine (5/10)[8]